# Nguyễn Trung Thành (sinh 1923)
Nguyễn Trung Thành (1932-2006) là nguyên Vụ trưởng Vụ Bảo vệ đảng của Ban Tổ chức Trung Ương, là người liên quan với Lê Hồng Hà và một số thành phần tham gia Vụ án Xét lại Chống Đảng đòi xét lại vụ án. Ông từng là cánh phải của Lê Đức Thọ.

## Tiểu sử
Ông tên thật là Nguyễn Trung Na, nguyên quán ở Xuân Trạch, Xuân Canh, Đông Anh, Hà Nội.
Nguyễn Trung Thành tham gia cách mạng từ năm 1943 và vào Đảng Cộng sản Việt Nam năm 1944. Từ năm 1951 đến 1987, ông công tác tại Ban tổ chức Trung ương. Năm 1959, ông giữ chức Phó Trưởng phòng Bảo vệ Đảng, đến 1962 là Vụ trưởng vụ bảo vệ Đảng. 
Từ năm 1977 đến 1979, ông là Uỷ viên thường trực tiểu ban Bảo vệ chính trị nội bộ và đến năm 1987 thì nghỉ hưu. Sau khi nghỉ hưu, Nguyễn Trung Thành được Ban tổ chức Trung ương sử dụng làm tiếp công tác thẩm tra chính trị nội bộ mà trước đây làm chưa xong đến năm 1993.
Vào ngày 19 tháng 6 năm 1995, ông bị kỷ luật, khai trừ Đảng. Vào tháng 10/2006, ông qua đời, an táng tại nghĩa trang Thanh Tước.